# Hargnies, Ardennes

Hargnies este o comună în departamentul Ardennes din nordul Franței. În 1 ianuarie 2022 avea o populație de 453 de locuitori.